# خرچنگ بانو
خرچنگ بانو (نام علمی: Ovalipes ocellatus) نام یک گونه از راسته ده‌پایان است. گونه‌ای از خرچنگ در شرق آمریکای شمالی است و بیشتر به عنوان خانم خرچنگ شناخته می‌شود. نام‌های دیگر آن عبارتند از خرچنگ پلنگ پلنگی یا آتلانتیک لئوپارد.